# Біказ (ущелина)
Біказ (рум. Cheile Bicazului) — ущелина в Румунії, розташована у Східних Карпатах. Утворена річкою Біказ. Ущелина є найглибшою й найдовшою в країні. Разом з Турдською ущелиною вона є найвідомішою ущелиною Румунії. По ущелині проходить дорога завдовжки 8 км, що з'єднує румунські провінції Західна Молдова і Трансильванія.